# Saint-Marcel-de-Félines
Saint-Marcel-de-Félines là một xã trong tỉnh Loire miền trung nước Pháp.